# J. P. Targete
J. P. Targete é um ilustrador estadunidense, notório por seus trabalhos realizados para Wizards of the Coast, além de livros e jogos eletrônicos.